# کیمبرلی-کلارک دی مکزیکو
کیمبرلی-کلارک دی مکزیکو (به اسپانیایی: Kimberly-Clark de México) شرکت کاغذسازی مکزیکی است، که در سال ۱۹۳۱ تأسیس شد و هم‌اکنون به‌عنوان یکی از شرکت‌های تابعه گروه آمریکایی کیمبرلی-کلارک فعالیت می‌کند.
دفتر مرکزی این شرکت در شهر مکزیکو سیتی قرار دارد و بخشی از سهام آن در بازار بورس اوراق بهادار مکزیک معامله می‌شود.